# Ендрю Ванзі
Ендрю Ванзі (англ. Andrew Vanzie, нар. 26 листопада 1990) — ямайський футболіст, півзахисник клубу «Гамбл Лайонс».
Виступав, зокрема, за клуб «Портмор Юнайтед», а також національну збірну Ямайки.

## Клубна кар'єра
У дорослому футболі дебютував 2011 року виступами за команду клубу «Портмор Юнайтед», в якій провів три сезони, взявши участь у 82 матчах чемпіонату. Більшість часу, проведеного у складі «Портмор Юнайтед», був основним гравцем команди.
До складу клубу «Гамбл Лайонс» приєднався 2014 року. Відтоді встиг відіграти за клуб 75 матчів в національному чемпіонаті.

## Виступи за збірну
2011 року дебютував в офіційних матчах у складі національної збірної Ямайки. Наразі провів у формі головної команди країни 4 матчі.
У складі збірної був учасником Кубка Америки 2016 року у США.